# Nicolaus Cusanus
Nicolaus Cusanus, numele latinizat al lui Nikolaus von Kues (Cusa), (născut Nikolaus Chrypffs, n. 1401, Bernkastel-Kues, Renania-Palatinat, Germania – d. 11 august 1464, Todi, Umbria, Italia) a fost un învățat german, savant multilateral, filosof, teolog, jurist, astronom și matematician, una din cele mai importante personalități în cultura europeană a secolului al XV-lea.

## Familia și studiile
Născut într-o familie de comercianți, a urmat școala primară probabil la Deventer. În timpul studiilor cunoscut curentul mistic denumit Devotio moderna. A studiat dreptul și matematica la Universitatea din Padova, unde, în 1423, își ia doctoratul cu o dizertație în domeniul dreptului canonic. Ca arhidiacon de Liège a fost delegat la Conciliul de la Basel (1432), care avea sarcina reformării Bisericii Catolice. În această calitate a redactat o scriere în care atribuie conciliului o competență superioară celei deținute de papă. Mai târziu și-a retras această teză și a devenit un apărător activ al papalității. 

## Călătoria la Constantinopol
A fost trimis la Constantinopol, unde a încercat fără succes realizarea unirii între catolicism și ortodoxia răsăriteană. În 1440 revine în Germania în calitate de emisar papal. În 1448 este înălțat de papa Nicolae al V-lea la demnitatea de cardinal. În 1450 a fost numit episcop de Brixen (Bressanone), în Tirolul de Sud. Arhiducele Sigismund de Austria, adversar al ideilor reformatoare, s-a opus acestei numiri. În 1460 Cusanus a fost încarcerat. A fost eliberat de papa Pius al II-lea, în timp ce Sigismund este excomunicat. Cu toate acesta, Nicolaus Cusanus nu se mai poate întoarce în dioceza sa, devine cardinal al Curiei Romane și consilier al papei. În conflictul cu papa, Sigismund capitulează în 1464, la câteva zile după moartea lui Cusanus pe 11 august în localitatea Todi din Umbria. Corpul său a fost înmormântat în biserica San Pietro in Vincoli din Roma, dar mai târziu s-a pierdut; inima i-a fost dusă - conform dorinței sale - în altarul capelei din Kues, unde se găsește și azi în custodia Fundației Cusanus, care păstrează și cea mai mare parte a manuscriselor sale.

## Concepțiile asupra lumii

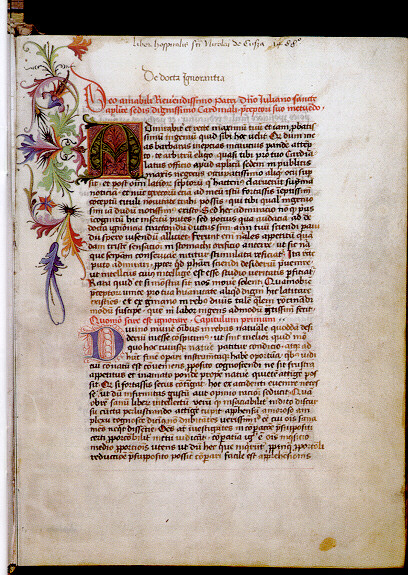
Prima pagină de manuscris a scrierii De docta Ignorantia, 1440

Concepția lui Cusanus despre lume nu se bazează pe o critică a teoriilor astronomice sau cosmologice contemporane lui și nu duce, cel puțin în propria gândire, la o revoluție științifică. Deși s-a susținut adesea acest lucru, el nu este un predecesor al lui Copernic. Universul lui Cusanus este o expresie - sau desfășurare (explicatio) - prin forța lucrurilor, imperfectă și inadecvată, a lui Dumnezeu, pentru că desfășoară, în sfera multiplicității și separației, ceea ce, în Dumnezeu, este prezent într-o indisolubilă și strictă unitate (complicatio), o unitate care întrunește calitățile și determinările nu numai diferite, dar chiar opuse, ale ființei. Pe de altă parte, orice ființă concretă și singulară din univers reprezintă universul și deci pe Dumnezeu în felul ei particular și unic, diferit de modul în care o fac toate celelalte, "contractând" (contractio) bogăția universului în funcție de propria sa individualitate. Concepțiile metafizice și epistemologice ale lui Cusanus, noțiunea sa de coincidență a opuselor („coincidentia oppositorum”) în absolutul care le absoarbe și le depășește, precum și conceptul corelativ de docta ignorantia, recomandat de el drept mijloc de transcendere a limitelor gândirii noastre raționale, ca act intelectual care surprinde această relație, urmează și dezvoltă paradigma paradoxurilor implicate în infinitizarea unor raporturi valabile pentru obiecte finite. Astfel centrul lumii coincide cu circumferința sa; el este un "centru" metafizic și nicidecum fizic, și care nu aparține lumii. Acest "centru" este început și sfârșit, fundament și limită, "locul" care îl "conține" nu este nimic altceva decât Ființa Absolută sau Dumnezeu.
Nu poate fi atribuită lui Cusanus o concepție relativistă despre spațiu, cum o face, de exemplu, Giordano Bruno și care poate fi găsită, de altfel, și la Aristotel. O asemenea concepție implică negarea înseși a orbitelor și sferelor cerești, ceea ce nu este cazul la Cusanus. El trage totuși concluzia că nimic în lume nu se poate afla în repaus și afirmă că, întrucât imaginea lumii pe care și-o face un anumit observator e determinată de locul pe care acesta îl ocupă în univers și că, întrucât nici unul dintre aceste locuri nu poate pretinde o valoare absolut privilegiată (de pildă, aceea de a fi centrul universului), suntem obligați să admitem posibilitatea existenței unor imagini ale lumii diferite și echivalente, cu caracter relativ al fiecăreia dintre ele și cu imposibilitatea finală de a forma o reprezentare a universului obiectivă și valabilă. Nu putem decât să admirăm originalitatea și profunzimea concepțiilor cosmologice ale lui Nicolaus Cusanus, care culminează cu transpunerea îndrăzneață asupra universului în definiția pseudo-hermetică a lui Dumnezeu ca "o sferă al cărei centru este pretutindeni, și circumferința nicăieri" (sphaera cuius centrum ubique, circumferentia nullibi). El respinge teoria structurii ierarhizate a universului și mai ales a poziției centrale a pământului. Dimpotrivă, diferitele componente ale universului contribuie la perfecțiunea întregului tocmai datorită propriilor lor naturi individuale. Prin urmare, Pământul, în clasa lui, este la fel de perfect ca Soarele sau ca stelele fixe în clasele lor. Căci, "întrucât nu există decât o singură lume universală și întrucât toate stelele particulare sunt influențate unele de altele într-o anumită proporție", nu avem nici un motiv să presupunem că schimbarea și descompunerea au loc doar aici, pe Pământ, și nu pretutindeni în univers, fiind vorba de o transformare și nu de o distrugere, care să comporte o pierdere totală și absolută de existență. Se observă că în operele lui Nicolaus Cusanus suflă un spirit nou, spiritul Renașterii. Lumea nu mai este cosmosul medieval, dar ea nu este încă universul infinit al modernilor.

## O selecție a operelor lui Cusanus
O listă extinsă a operelor sale se găsește în de.wikipedia
- De concordantia catholica, 1434
- De docta ignorantia, 1440
- De Deo abscondito, 1444
- De transmutationibus geometricis, 1445
- De circuli quadratura, 1450
- De visione Dei, 1453
- De mathematica perfectione, 1458
- De principio, 1459
- De ludo globi, 1462
- De apice theoriae, 1464

## Ediții în limba română
- De docta ignorantia, ediție bilingvă, traducere, tabel cronologic, note și postfață de Andrei Bereschi, Editura Polirom, Iași, 2008.
- Coincidentia Oppositorum, studiu introductiv, traducere si note de Mihnea Moroianu, Editura Polirom, Iași, 2008. (2 vol.)
- Pacea între religii; Despre Dumnezeul ascuns (De pace fidei; De Deo abscondito), traducere și note de Wilhelm Tauwinkl, Editura Humanitas, București, 2008.

## Legături externe
- Articol despre Nicolaus Cusanus în Catholic Encyclopedia

  Materiale media legate de Nicolaus Cusanus la Wikimedia Commons